# Kwas domoikowy
Kwas domoikowy – organiczny związek chemiczny, aminokwas produkowany przez okrzemki. Jest neurotoksyną odpowiedzialną za występowanie objawów amnestycznej postaci zatrucia toksynami mięczaków morskich.
W 1958 wyizolowano go z krasnorostów w Japonii, gdzie jest używany jako środek przeciwrobaczy. Zatrucie nim zostało po raz pierwszy opisane w 1987 w Kanadzie – hospitalizowano wówczas 105 osób, z których trzy zmarły.
Kwas domoikowy jest kumulowany przez zwierzęta morskie, głównie mięczaki, ale także ryby. W miarę wzrostu i starzenia się zwierzęcia kumuluje ono coraz większą ilość toksyny. Wskutek jej spożycia pojawiają się początkowo objawy gastryczne (biegunka, bóle brzucha). Później (do 48 godzin) pojawiają się objawy neurologiczne przypominające chorobę Alzheimera: pojawiają się kłopoty w wysławianiu się, dezorientacja, utrata pamięci, śpiączka.
Kwas domoikowy uszkadza struktury ośrodkowego układu nerwowego, zwłaszcza hipokamp i ciało migdałowate. Po zatruciu objawy amnestyczne mogą długo się utrzymywać.